# Oreby Skov
Oreby Skov är en skog i Danmark. Den ligger i Region Själland, i den sydöstra delen av landet. Oreby Skov ligger på ön Sjælland vid Smålandsfarvandet.